# Macognano

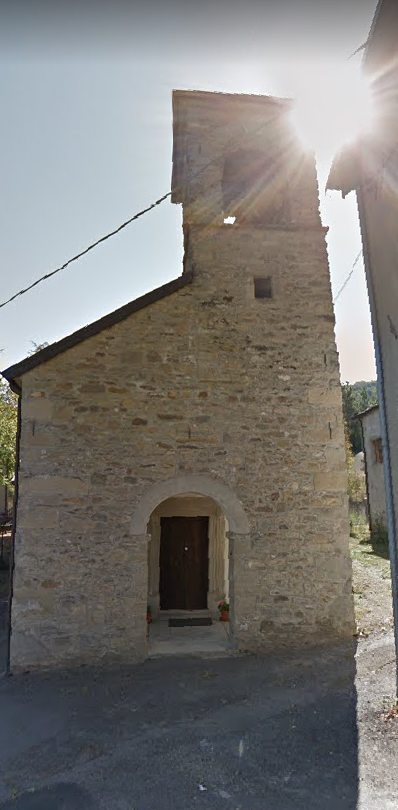
Chiesa di San Sebastiano Martire in Macognano

Macognano (Macugnàn in dialetto frignanese) è una frazione del comune modenese di Montefiorino, dal quale dista circa 8,98 chilometri.
Questa località si trova a 515 metri s.l.m. nell'Appennino modenese, nelle immediate vicinanze di altre frazioni o località montefiorinesi come Farneta, Ca' del Monte e Perbone e, al di là del fiume Dolo, delle toanesi Bonzeto e Monzone. Nel 1315 Macognano era compresa nel territorio di Basolano che fu sconvolto da una frana. Nel 1615 si staccò da Monzone, passando nella giurisdizione di Toano.
Il numero degli abitanti di questo piccolo borgo di montagna è stimato attorno alle 26 unità, in forte calo a partire dal secondo dopoguerra (nel 1936 la popolazione era di 290 abitanti).
Da segnalare la presenza di una piazza e di un cimitero vicino al centro del paese, che subirà un ampliamento, in termini di costruzione di nuovi loculi, per delibera del consiglio comunale.

## Architetture religiose e civili
Il principale punto di riferimento culturale, sociale e storico del paese è la secentesca Chiesa di San Sebastiano Martire, che venne costruita nel 1615 dove sorgeva un oratorio preesistente almeno dal secolo precedente per facilitare il raggiungimento del luogo di culto da parte degli abitanti, che altrimenti avrebbero dovuto attraversare il Dolo tramite ponti instabili per raggiungere la parrocchiale di Monzone. L'edificio, che inizialmente presentava una sola navata con due cappelle a volta e pavimento in lastre di pietra, venne restaurato nel 1664 e vide il portale scolpito nel 1736; presenta oggi due cappelle simmetriche laterali che formano, nella zona adiacente al presbiterio, un breve transetto. Un tozzo campanile si poggia sul lato destro dell'edificio, a romperne la simmetricità, in uno stile sporadicamente diffuso in altri edifici di culto della zona. Una serie di restauri iniziati verso la fine degli anni '60 del Novecento tolgono dalla incuria il bene e lo restituiscono facente funzione alla comunità. Presente, all'interno, un ciborio del 1600. Le costruzioni vicine evidenziano stili che posso essere ragionevolmente datati al XV secolo, mentre il "complesso a corte" tra il XVIII-XIX secolo.
Nella borgata di Giunzione è presente un interessante oratorio del secolo XVII dedicato a Santa Liberata con modello architettonico riprendente quello in uso già nel XV secolo in Alta Toscana, con un portico tripartito, pianta di base rettangolare ma vergente al semicircolare in zona dell'abside e tetto a doppio spiovente.
La storica afferenza alla giurisdizione di Toano trova riscontro nella appartenenza alla giurisdizione episcopale di Reggio-Guastalla della parrocchia di San Sebastiano Martire.

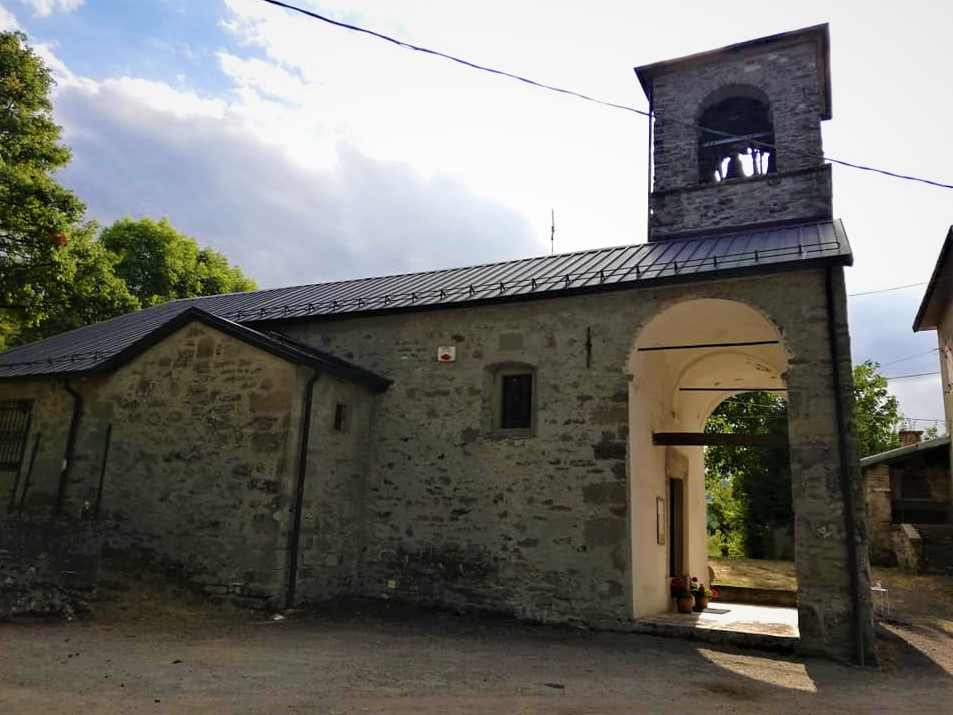
Vista laterale della Parrocchia di San Sebastiano martire